# ROCK AND ROLL HERO
『ROCK AND ROLL HERO』（ロック・アンド・ロール・ヒーロー）は、桑田佳祐の3作目のオリジナル・アルバムで、本作に収録されている2曲目の楽曲名でもある。2002年9月26日にCDで発売。発売元はタイシタレーベル。
レコード盤は同年10月10日に発売され、2016年2月26日にはダウンロード配信、2019年12月20日にはストリーミング配信を開始した。

## 背景
2001年に再びソロ活動を開始させ、制作された作品。
同年にボブ・ディランがアルバム『ラヴ・アンド・セフト』でグラミー賞を受賞したことと、それを受けて『地下室 (ザ・ベースメント・テープス)』（1975年発売）などを聴き始め、次第にディランとザ・バンドのような関係を意識するようになり、後述するバックバンドを従えてのスタイルでの制作をすることを考え始め、それを斎藤誠に相談をしたことがこのアルバムの制作のきっかけの一つとして挙げられている。その後「ニューアルバムは、ロックバンドテイストを強調したものにしたい」という、2002年初頭の桑田の意思表明のもと、急遽、後述したサポートミュージシャン達がビクタースタジオの401スタジオに集められ、レコーディングがスタートした。

## 録音
サポートメンバーには「THE BALDING COMPANY（ザ・ボールディング・カンパニー）」というバンド名がつけられ、斎藤誠、角田俊介、片山敦夫、小田原豊、河村智康などが参加した。これはビッグ・ブラザー&ホールディング・カンパニーをもじったもので、「ボールディング」の部分は斎藤がスキンヘッドであることにかけている。
レコーディングはスタジオで全員と車座になり、近距離でコミュニケーションをとるスタイルで行った。桑田は「こんなやり方はサザンのファースト（『熱い胸さわぎ』）以来だ」と語っている。
当初からライブでの再現を考え、ダビングなどは最低限にとどめている。

## 音楽性
「バンドによる生音」をコンセプトに作られており、前年にヒットした「波乗りジョニー」や「白い恋人達」といったシングルは収録されず、作風は1960年代から1970年代の洋楽ロックが中心である。これについては前年の2曲がヒットしたことの嬉しさと同時に、「自分の中で〈まわっちゃった〉気がした」「また違うことがやりたくなった」「等身大の音楽が作りたくなった」ことを述べており、自身の「等身大の音楽」の定義を「中高生のころの自分」とし、あまり時代性は意識しておらず、ロックを作ることに強くこだわったわけではない旨と「中高生のころの自分に向けて曲を作ろう」というテーマになっていったことも述べている。
タイトルである「ROCK AND ROLL HERO」は、かつてアメリカやイギリスなどの欧米のロックンロールに憧れていた桑田自身に対しての皮肉が込められたものであることが言及されている。桑田は「やっぱり、ロックは欧米人のものだと思うんですよね。僕ら日本人はどうしたって彼らみたいにはなれない」「今はロックンロールっていうものが自分の中にはあまりないんですよ」「自分自身、ロックンローラーでもヒーローでもなんでもないし、すべてが裏返しにあるんだという暗喩にもなってるところがいいかなと思ってます」「きっと僕みたいなフェイク・スター的キャラがつけるから、いいんじゃないかと思うんですよ」
「うん、逆説的ですよね。どう考えたって、日本人の僕がロックンロール・ヒーローなわけないんだから」「だからこそ自分がロックっていう枠組みに向かっていくときには、逆に日本人の良さを出したいというか、和の感じで勝負したいなと思うんです」と語っている。
歌詞に関してはさまざまに病んでいく日本の政治情勢や社会状況、あるいは厭世的なまでに女のエロスに落ちていく男たちの姿をシリアスに描いているが、桑田は「それはあくまでも物語というか、ひとつひとつのドラマの脚本であってね。別に世の中に対するメッセージでもなんでもないんです」「っていうか今回の歌詞は、いってみればある種大人の漫画なんですよ。風刺やエロスや自嘲を持った大人の漫画。だからどこに本当の桑田佳祐がいるんだか、実は自分でもよくわかってないんです（笑）」と述べている。
桑田はこのアルバムを制作したことに関して反省点が多かったと後に著書で述べており、特に「影法師」「BLUE MONDAY」「質量とエネルギーの等価性」について「僕なりのロジックが先行し過ぎた」と述べている。

## リリース
2001年のシングル曲に関しては、当初はそれらを軸にしたオリジナル・アルバムを作ろうとしたが時間的な理由で実現せず、本作の直後に発売されたベスト・アルバム『TOP OF THE POPS』に収録された。逆に「東京」および同シングルカップリング曲「夏の日の少年」は同ベスト・アルバムには未収録である。本作と『TOP OF THE POPS』とは、桑田本人は「連作」と述べている。そのために、本作から『TOP OF THE POPS』に収録された曲は無く、『TOP OF THE POPS』のジャケットには『ex ROCK AND ROLL HERO』と書かれた看板が映っている。これについて桑田は「ロックとポップスという、この二つの音楽の対比を示せたら」いった考えがあったことを語っている。

## アートワーク
初回出荷分はスリーブケースが付いており、ジャケットは「白地に黒文字」と「黒地に白文字」の2タイプが発売されている。歌詞カードにある桑田の写真もそれぞれ違うが、収録内容は同一である。ケースの裏には、ジョン・レノンのアルバム『ジョンの魂』の裏ジャケットを彷彿とさせる桑田の幼少時の写真、CD表面には“ROCK AND ROLL HERO?”と投げかけるように疑問符がつけて印刷されているなど、桑田なりの遊び心も含まれている。なお、当初はこの「?」も正式にタイトルに含めようとしていたことが語られている。後述のミュージック・ビデオの後半でもこのロゴが使用されている。

## ツアー
2002年11月16日から12月22日まで『桑田佳祐全国ドームツアー2002「けいすけさん、色々と大変ねぇ。」』を開催。また、12月27日・28日・30日・31日には『追加公演!! 桑田佳祐年越しライブ2002「けいすけさん、年末も色々と大変ねぇ。」』が行われている。11月15日には同全国ツアーの前夜祭としてZepp仙台でファンクラブ会員限定ライブが行われた。
2003年3月26日には『けいすけさん、ビデオも色々と大変ねぇ。』がVHSとDVDで発売された。

## 批評
高瀬康一は本作品への批評文において「西洋の音楽への憧れと、自分の中に流れる日本人の血との折り合い。そんな全ての日本人アーティストが思い悩む課題を、桑田佳祐は完璧にクリアしたと言っていいかも知れない」と評している。
音楽ライターの大畑幸子は「個人的に今作を聴いて、桑田佳祐のミュージシャンとしての、また日本人としてのアイディンティティを感じずにはいられない」、作風に関しては「以前よりも柔軟性に富んでいる」と評している。また、大畑は「ロック・サウンドと日本語を対峙させた時に桑田から溢れ出した和の語り口が実に興味深い」と評しており、これ関して桑田は「日本語をロックに当て込んでいくと、言葉自体もエッジの効いたゴツゴツしたものになっていく。活字で語るような感じになっていって、なんていうのかな・・・・かすりの着物を1枚ずつ着ていくような、そんな和の世界になっていくんですよ。それが自分でも不思議だった」と述べている。

## 受賞歴
| 年     | 音楽賞                         | 結果                                      | 出典   |
| ------ | ------------------------------ | ----------------------------------------- | ------ |
| 2003年 | 第17回日本ゴールドディスク大賞 | ロック&ポップ・アルバム・オブ・ザ・イヤー | [ 20 ] |

## チャート成績
オリコンによる累計売上枚数は64万枚を記録している。

## 収録曲
| 全作詞・作曲: 桑田佳祐。 |                                                        |           |            |                                                  |      |
| #                        | タイトル                                               | 作詞      | 作曲・編曲 | 編曲                                             | 時間 |
| 1.                       | 「HOLD ON (It's Alright)」(英語補作詞：岩本えり子)     | 桑田佳祐  | 桑田佳祐   | 桑田佳祐 & THE BALDING COMPANY                   | 5:00 |
| 2.                       | 「ROCK AND ROLL HERO」(英語補作詞：Tommy Snyder)       | 桑田佳祐  | 桑田佳祐   | 桑田佳祐 & THE BALDING COMPANY / 管編曲:山本拓夫 | 4:41 |
| 3.                       | 「或る日路上で」                                       | 桑田佳祐  | 桑田佳祐   | 桑田佳祐 & THE BALDING COMPANY                   | 3:49 |
| 4.                       | 「影法師」                                             | 桑田佳祐  | 桑田佳祐   | 桑田佳祐 & THE BALDING COMPANY / 弦編曲：島健    | 3:52 |
| 5.                       | 「BLUE MONDAY」(英語補作詞：Tommy Snyder)              | 桑田佳祐  | 桑田佳祐   | 桑田佳祐 & THE BALDING COMPANY                   | 4:49 |
| 6.                       | 「地下室のメロディ」(英語補作詞：Tommy Snyder)         | 桑田佳祐  | 桑田佳祐   | 桑田佳祐 & THE BALDING COMPANY                   | 3:48 |
| 7.                       | 「東京」                                               | 桑田佳祐  | 桑田佳祐   | 桑田佳祐 & THE BALDING COMPANY                   | 6:29 |
| 8.                       | 「JAIL 〜奇妙な果実〜」                                | 桑田佳祐  | 桑田佳祐   | 桑田佳祐 & THE BALDING COMPANY                   | 3:45 |
| 9.                       | 「東京ジプシー・ローズ」(英語補作詞：Tommy Snyder)     | 桑田佳祐  | 桑田佳祐   | 桑田佳祐 & THE BALDING COMPANY                   | 4:19 |
| 10.                      | 「どん底のブルース」                                   | 桑田佳祐  | 桑田佳祐   | 桑田佳祐 & 小倉博和                              | 4:56 |
| 11.                      | 「夏の日の少年」(英語補作詞：Tommy Snyder)             | 桑田佳祐  | 桑田佳祐   | 桑田佳祐 & THE BALDING COMPANY                   | 4:27 |
| 12.                      | 「質量とエネルギーの等価性」(英語補作詞：Tommy Snyder) | 桑田佳祐  | 桑田佳祐   | 桑田佳祐 & THE BALDING COMPANY                   | 5:41 |
| 13.                      | 「ありがとう」                                         | 桑田佳祐  | 桑田佳祐   | 桑田佳祐 & 原由子 / 弦編曲：島健                 | 4:10 |
| 合計時間:                | 合計時間:                                              | 合計時間: | 59:46      |                                                  |      |

1. HOLD ON (It's Alright)
ボブ・ディランを意識した作風で[5]、アルバム中でも最初に作られた曲であり、桑田は曲の構成を考えて予めデモテープを作成した[22]。
桑田はこの曲について、「メッセージソングとはちょっと違っていて、歌で何かを変えてやろうではなく、大衆の声として。世の中の欺瞞や矛盾を皮肉ってみせる、というか」「感覚としてはクレイジー・キャッツの『おとなの漫画』に近い」「風刺というよりは酔っぱらいの愚痴みたいになっていたりもするんだけど、自分で言うのもナンだが、この曲は歌も演奏も素晴らしい」と語っている[23]。
アルバムリリース後の全国ツアー『けいすけさん、色々と大変ねぇ。』で1曲目として歌われた[24]。
2. ROCK AND ROLL HERO
自身出演のコカ・コーラ「No Reason」キャンペーンCMソング。ユニクロ「Life Wear/感動パンツ 会議の途中で編」CMソング[注釈 1]。
当時世の中に流れていたニュースに刺激され作られた楽曲で[26]、歌詞は日本とアメリカの関係をパロディー的に表現したものになっており[10]、アメリカの音楽に刺激や影響を受けた桑田自身への自嘲が入り交じっているともいわれている[3]。桑田は本楽曲について「”ROCK AND ROLL HERO”、イコール、アメリカというか、そこに追従している我が国日本、みたいな、そんな皮肉というか、そんな歌でもあるんですけどね。（中略）で、ふとこの歳になりますと、これからもそうやって、”ずっとアメリカに追従してくだけでいいのかな？”みたいな、そんなことも思い始めているわけなんですよ」と語っている[27][28]。ただし、桑田はアメリカの存在・文化や日米同盟そのものを完全に否定しているわけではない節を見せており、学生時代にFENを聴いてアメリカの音楽に親しみ、ボブ・ディラン、ザ・ビーチ・ボーイズ、リトル・フィートなどの楽曲に音楽的影響を受けていることを公言し、彼らの楽曲をカバーしたり[29][30]、2006年のAct Against AIDSのチャリティーライブのテーマをアメリカン・ミュージックにしたり[注釈 2][33][34]、東日本大震災を受けて在日米軍が行った「トモダチ作戦」に感動したことを自身のラジオで述べる側面も見せている[35][注釈 3]。
イントロのギターのフレーズは桑田が斎藤誠に「中学生が試し弾きできるフレーズ」を求め、斎藤が簡単なフレーズを弾いたところ、「もうそれ!」と即座に決定したという[37]。最後に聞こえる鳥が羽ばたく音は、マニピュレーターの角谷仁宣が朝方の公園で録音したものである[38]。
本作収録の新曲としては、唯一ミュージック・ビデオが存在している。内容は、レコーディング風景や同年初出演したROCK IN JAPAN FES.02でのライブ映像に音源を組み合わせたダイジェスト的なものである。このMVは『D.V.D. WONDER WEAR 桑田佳祐ビデオクリップス2001〜2002』『MVP』に収録された[39][40]。
Suchmosのボーカルで桑田と同じ茅ヶ崎市出身のYONCEは、11歳の頃にこの曲を聴いて歌詞の社会性に感銘を受けたことを述べている[41]。
2022年発売のベスト・アルバム『いつも何処かで』にも収録されている[42]。
3. 或る日路上で
デヴィッド・ボウイがファンクをやった雰囲気とスライなどをイメージして制作した楽曲[43]。
日常生活で誰の身にも起こりうる不条理な世界が描かれている[3]。
4. 影法師
コカ・コーラ「No Reason」キャンペーンソング。
ジョン・レノンへのオマージュが込められた楽曲[4]。高瀬康一からは「トニー・ヴィスコンティ風の幻惑的なストリングス・アレンジをバックに、しかし描かれている世界は俳句のような日本的情緒を漂わせている」と評価されている[19]。
5. BLUE MONDAY
桑田はこの曲に対してボブ・ディランのライブにジャニス・ジョプリンが客席から飛び入り参加するようなイメージを持っていた[3]。
同じレコード会社所属でかつ青山学院大学の後輩であるLOVE PSYCHEDELICOがコーラスとして参加している。
6. 地下室のメロディ
60年代後期あたりのヒッピー・ムーブメントやドラッグ・カルチャーを背景にしながら、あの時代にきっとこういう歌があったんだろうなと想定して作った楽曲[3]。歌詞には日本語をローマ字標記に置き換えた言葉遊びが存在する[3]。
7. 東京
8枚目シングル。
8. JAIL 〜奇妙な果実〜
SMをテーマにした楽曲[3]。桑田は、「スタッフにSMクラブに連れてもらいましてね。（中略）うちのスタッフが素っ裸で吊り下げられて、そのキン○マを見ていて、奇妙な果実を思い出した笑。」と語ってい。[44]。
ジャズシンガーのビリー・ホリデイの楽曲に、本楽曲のサブタイトルと同名の楽曲が存在する。
9. 東京ジプシー・ローズ
桑田が言うには北欧のロックをイメージした曲[3]。
10. どん底のブルース
社会で起こっている問題を切り取り、ひたすらどん底の境遇に陥ったことを歌っている。桑田が言うには「自分史上一番暗い歌」である[45]。
大畑幸子は「自分の安泰や利益のためには犠牲もかえりみない、そんな社会のあり方を嘆き、自らもその中のひとりであることを認識しながら社会の矛盾を鋭く突いた歌詞は、悲痛な叫びとともに胸を切り裂くほど。衝撃的な1曲だ」と評価している[3]。後に桑田はこの曲の歌詞を「ちょっと青臭いかな」と自己評価している[46]。
11. 夏の日の少年
シングル「東京」のカップリング曲。
シングルバージョンと基本的に同じだが、一部ボーカルが別テイクである[注釈 4]。
12. 質量とエネルギーの等価性
歌詞はレコーディング中に読んでいた物理や哲学の本からの影響を受けたものになっている[4]。桑田が言うには最初はジミ・ヘンドリックスをイメージしていたが、次第にミクスチャー・ロック調に変わっていき、ノイズを入れるうちにデジタルロックの要素が加えられ、最終的にはリンプ・ビズキットに影響されてラップもつけられ歌詞も現在の形になっていった[5]。歌詞中には、桑田本人の名前、ケミカル・ブラザーズやビートルズが登場する。
13. ありがとう
歌詞には桑田を育んだ茅ヶ崎への思いや、自分に関わったすべての人たちへの感謝が綴られている[3]。このアルバムのコンセプトとは大きく異なる曲で、伴奏はピアノとストリングスのみであり、大畑幸子は「清らかな小学唱歌を思わせるクラシカルなナンバーだ[注釈 5]」と評している[3]。
原由子がピアノを演奏している。

## 参加ミュージシャン
| HOLD ON (It's Alright) - 斎藤誠:Electric Guitar - 角田俊介:Bass - 小田原豊:Drums - 片山敦夫:Piano - 桑田佳祐:Vocal, Acoustic Guitar, Harmonica & Chorus - 角谷仁宣:Computer Operation ROCK AND ROLL HERO - 斎藤誠:Electric & Acoustic Guitars, Hand Clap - 角田俊介:Bass, Hand Clap - 小田原豊:Drums, Hand Clap - 片山敦夫:Piano, Hand Clap - 山本拓夫:Tenor & Baritone Sax, Flute - 桑田佳祐:Vocal, Chorus - 角谷仁宣:鳩, Computer Operation 或る日路上で - 斎藤誠:Electric Guitar - 角田俊介:Bass - 小田原豊:Drums - 片山敦夫:Wurlitzer - 桑田佳祐:Vocal, Acoustic Guitar & Chorus - 角谷仁宣:Mono Synthesizer, Computer Operation 影法師 - 斎藤誠:Electric Guitar - 角田俊介:Bass - 小田原豊:Drums - 片山敦夫:Piano - 金原千恵子ストリングス:Strings - 桑田佳祐:Vocal, Electric Guitar Solo & Chorus - 角谷仁宣:Computer Operation | BLUE MONDAY - 斎藤誠:Electric Guitar - 角田俊介:Bass - 河村智康:Drums - 片山敦夫:Vox Organ - 成田昭彦:Percussion - KUMI（LOVE PSYCHEDELICO）:Chorus, Shout - 佐藤直樹（LOVE PSYCHEDELICO）:Shout - SHANTI:Shout - 加藤茂:Shout - 藤原正剛:Shout - 山門雅代:Shout - 米谷秀人:Shout - 桑田佳祐:Vocal, Electric Guitars & Chorus - 角谷仁宣:Computer Operation 地下室のメロディ - 斎藤誠:Electric Guitar - 角田俊介:Bass - 河村智康:Drums - 片山敦夫:Vox Organ - 小田原豊:Tambourine - 桑田佳祐:Vocal, Acoustic Guitar & Chorus - 角谷仁宣:Mono Synthesizer, Computer Operation 東京 - 斎藤誠:Electric Guitar - 角田俊介:Bass - 河村智康:Drums - 片山敦夫:Piano - 桑田佳祐:Vocal, Electric Guitar (Including Solo) & Chorus - 角谷仁宣:Computer Operation JAIL 〜奇妙な果実〜 - 斎藤誠:Electric Guitar - 角田俊介:Bass - 小田原豊:Drums - 片山敦夫:Hammond Organ - 桑田佳祐:Vocal, Electric Guitar, Keyboards & Chorus - 角谷仁宣:Computer Operation | 東京ジプシー・ローズ - 斎藤誠:Electric Guitar, Chorus - 角田俊介:Bass - 小田原豊:Drums - 片山敦夫:Wurlitzer - 山本拓夫:Flute - 桑田佳祐:Vocal, Chorus - 角谷仁宣:Computer Operation どん底のブルース - 小倉博和:Acoustic Guitar - 佐橋佳幸:Flat Mandolin - 林憲一:12st Acoustic Guitar - 桑田佳祐:Vocal, Harmonica, Keyboards & Chorus - 角谷仁宣:Computer Operation 夏の日の少年 - 斎藤誠:12st Electric Guitar - 角田俊介:Bass - 河村智康:Drums - 片山敦夫:Hammond Organ - 桑田佳祐:Vocal, Acoustic Guitar, Harmonica & Chorus - 角谷仁宣:Computer Operation 質量とエネルギーの等価性 - 斎藤誠:Electric Guitar - 角田俊介:Bass - 河村智康:Drums - 片山敦夫:Vox Organ - 桑田佳祐:Vocal, Electric Guitar & Chorus - 角谷仁宣:Noise, Computer Operation ありがとう - 原由子:Piano - 金原千恵子ストリングス:Strings - 桑田佳祐:Vocal, Chorus - 角谷仁宣:Computer Operation |

## ライブ映像作品
| 曲名                     | 作品名                                                                  | 備考 |
| ------------------------ | ----------------------------------------------------------------------- | --- |
| HOLD ON (It's Alright)   | けいすけさん、ビデオも色々と大変ねぇ。                                  | |
| ROCK AND ROLL HERO       | けいすけさん、ビデオも色々と大変ねぇ。                                  | |
| ROCK AND ROLL HERO       | 桑田さんのお仕事 07/08 〜魅惑のAVマリアージュ〜                         | |
| ROCK AND ROLL HERO       | 桑田佳祐の音楽寅さん 〜MUSIC TIGER〜 あいなめBOX                        | DISC 5「♯19 桑田佳祐&SUPER MUSIC TIGERS 野外ライブ In 山中湖」収録。                                                                                            |
| ROCK AND ROLL HERO       | 桑田佳祐 LIVE TOUR & DOCUMENT FILM 「I LOVE YOU -now & forever-」完全盤 | |
| ROCK AND ROLL HERO       | お互い元気に頑張りましょう!! -Live at TOKYO DOME-                       | |
| 或る日路上で             | 未収録                                                                  | |
| 影法師                   | けいすけさん、ビデオも色々と大変ねぇ。                                  | |
| BLUE MONDAY              | D.V.D. WONDER WEAR 桑田佳祐ビデオクリップス2001〜2002                   | |
| BLUE MONDAY              | けいすけさん、ビデオも色々と大変ねぇ。                                  | |
| 地下室のメロディ         | けいすけさん、ビデオも色々と大変ねぇ。                                  | |
| 地下室のメロディ         | 桑田さんのお仕事 07/08 〜魅惑のAVマリアージュ〜                         | |
| 東京                     | →「 東京#ライブ映像作品 」を参照                                        | |
| JAIL 〜奇妙な果実〜      | けいすけさん、ビデオも色々と大変ねぇ。                                  | |
| 東京ジプシー・ローズ     | けいすけさん、ビデオも色々と大変ねぇ。                                  | |
| 東京ジプシー・ローズ     | 桑田さんのお仕事 07/08 〜魅惑のAVマリアージュ〜                         | |
| 東京ジプシー・ローズ     | ごはん味噌汁海苔お漬物卵焼き feat. 梅干し                               | 完全生産限定盤A・B封入のBlu-ray・DVDに収録。2021年3月7日にブルーノート東京で開催した配信限定ライブ『静かな春の戯れ ～Live in Blue Note Tokyo～』での歌唱。      |
| どん底のブルース         | けいすけさん、ビデオも色々と大変ねぇ。                                  | 3番の歌詞がこのアルバムの発売の9日前（9月17日）に公に存在が認められた北朝鮮による日本人拉致問題の解決および被害者の帰国を切望する内容に変更された。             |
| どん底のブルース         | LIVE TOUR 2021「BIG MOUTH, NO GUTS!!」                                  | 2番の歌詞がSNSの時代に他人を断罪する人間の心の闇を歌ったもの、3番の歌詞がコロナ禍への憂いやファンや観客への感謝、及び翌年のライブの開催を願う内容に変更された。 |
| 夏の日の少年             | →「 東京#ライブ映像作品 」を参照                                        | |
| 質量とエネルギーの等価性 | けいすけさん、ビデオも色々と大変ねぇ。                                  | |
| ありがとう               | 未収録                                                                  | |